# Fort Libèria
El Fort Libèria és una fortificació situada damunt de la vila de Vilafranca de Conflent (comarca del Conflent, Catalunya del Nord), en el vessant meridional de la muntanya de Bell-lloc.
Va ser construïda per Sébastien Le Prestre de Vauban el 1681, després de la divisió de Catalunya entre els regnes francès i castellà en virtut del Tractat dels Pirineus. El fort s'enllaça amb la vila de Vilafranca de Conflent per una escala subterrània de 734 esglaons i domina la població des d'una altura d'uns 150 metres.